# Rack unit

Rack com tamanhos de componentes de amostra, incluindo uma unidade de meio rack do A/V

Uma secção típica do trilho do rack, mostrando a distribuição da unidade de rack.

O Rack Unit (simbolo: U) é a unidade de medida utilizada para descrever a altura do computador servidor, switch e outros dispositivos montados em racks de 19 polegadas (482,60 mm), as medidas nesta unidade são representadas pelo número equivalente seguido da letra "U", no formato "1U", "2U", "3U" e assim por diante. Algumas vezes a representação também é feita no formato "1RU". O rack unit equivale a 1,75 polegadas (44,45 mm).
| Unidade | Dimensão (L x A x P) | Dimensão (L x A x P)  | Dimensão (L x A x P) |
| ------- | -------------------- | --------------------- | -------------------- |
| 1U      | 19" x 1.75" x 17.7"  | 19" x 1.75" x 19.7"   | 19" x 1.75" x 21.5"  |
| 2U      | 19" x 3.5" x 17.7"   | 19" x 3.5" x 20.9"    | 19" x 3.5" x 24"     |
| 3U      | 17.1" x 5.1" x 25.5" |                       |                      |
| 4U      | 19" x 7" x 17.8"     | 19" x 7" x 26.4"      |                      |
| 5U      | 19" x 8.34" x 19.67" | 19.1" x 8.75" x 26.4" |                      |
| 6U      | 19" x 10.5" x 19.5"  |                       |                      |
| 7U      | 17" x 12.2" x 19.8"  |                       |                      |

Um uso comum para um bastidor 19" é alojar servidores permitindo configurações hardware densas sem ocupar excessivo espaço nem requerer estante. A grande maioria dos racks são de 42U, aproximadamente 78 polegadas (2 metros) de altura. Normalmente um aparelho profissional de áudio e vídeo vem com opções de montagem em rack e usa as mesmas especificações de medida. Um terceiro uso comum para uma montagem em rack é na energia industrial, controlo e hardware de automatização, geralmente em racks de 46U.
As unidades de meio rack descrevem unidades que cabem num número de U mas ocupam só a metade da largura do rack de 19 polegadas. Estas são usadas quando um elemento não exige a largura inteira do rack mas necessita mais de 1U de altura. Por exemplo, uma platina DVCAM de 4U de meio rack ocupará 4U de alto × 19/2 polegadas e, em princípio, poder-se-ão montar duas platinas uma ao lado da outra ocupando o espaço inteiro das 4U. 
O tamanho da unidade rack está baseado na especificação padrão para os rack definida em EIA-310.
Ainda quando as unidades de rack e o seu tamanho são standard, o tipo de rosca para os parafusos pode variar segundo o rack.  Os rails de montagem podem ter uma rosca No. 10-32 (Unified Thread Standard), rosca No. 12-24, métrica M6 ou quadrados universais.  Os quadrados universais estão a estabelecer-se como o formato mais utilizado, já que permitem a inserção de roscas intercambiáveis com o tipo de rosca que precisemos. Isto evita o desgaste das roscas e dos rails, e também permite uma maior flexibilidade à hora da instalação de componentes no nosso bastidor.